# Estación Industriales (Metroplús)
Industriales es una estación del sistema de transporte público de mediana capacidad Metroplús, ubicada en el sector de Santa Fe en la comuna 15 Guayabal sobre la carrera 49 con calle 24. Forma parte de las líneas 1 y 2 y se distingue por ser una estación de transferencia hacia la Estación Industriales del Metro de Medellín, mediante una pasarela elevada que cruza el río Medellín.
La estación fue inaugurada el 22 de diciembre de 2011, como parte del tramo inicial de la Troncal Belén–Aranjuez, un corredor de Metroplús diseñado para mejorar la movilidad en el eje occidental y central de Medellín y conectar esta zona con áreas céntricas y del norte de la ciudad.

## Historia
La estación Industriales fue concebida como parte del proyecto inicial de la troncal Línea 1 de Metroplús, un corredor exclusivo de aproximadamente 12,5 km que conecta el occidente y centro de Medellín con zonas céntricas y del norte. La elección de la zona de Industriales respondió a su carácter estratégico como nodo de transferencia intermodal, debido a su cercanía con el Metro de Medellín, el flujo vehicular y la concentración de actividades comerciales, empresariales y culturales en el sector centro-occidental de la ciudad.
La fase de construcción se desarrolló entre 2004 y 2008, en el marco de los documentos CONPES y los planes de movilidad del Valle de Aburrá. Durante este período, se ejecutaron obras de cimentación, superestructura y vías exclusivas para buses articulados, así como la instalación de la plataforma central, brazos oriente y occidente con puertas de abordaje, rampas de acceso y zonas de espera con bancas y áreas verdes.
La integración con el Metro de Medellín se materializó mediante una pasarela peatonal elevada ubicada en el extremo norte de la estación, que cruza el río Medellín y permite la transferencia de los usuarios entre ambos sistemas de transporte. Esta conexión refuerza la función de Industriales como estación de transferencia clave y punto de convergencia de las líneas 1 y 2 del sistema Metroplús.
La inauguración oficial tuvo lugar el 28 de octubre de 2014, marcando la apertura de la estación al servicio de transporte masivo. El evento contó con autoridades locales y representantes del sistema Metro y Metroplús, destacando la mejora en la accesibilidad y la movilidad para miles de usuarios diarios.
Durante los primeros meses de operación se identificaron algunas fallas constructivas y se realizaron ajustes en accesibilidad y flujos de buses para optimizar la operación.

## Ubicación y entorno
La estación Industriales se localiza sobre la carrera 49 con calle 24, dentro del barrio Santa Fe de la comuna 15 Guayabal. Se sitúa entre la estación Nutibara al occidente y Plaza Mayor al norte para la línea 1 y entre la estación Nutibara al occidente y la parada Barrio Colombia al oriente para la línea 2.
El entorno combina zonas residenciales, empresariales y comerciales, incluyendo centros de negocios y proximidad a áreas turísticas y de entretenimiento del centro de Medellín. La estación se destaca por la transferencia a la red del Metro de Medellín, conectando con la estación homónima a través de la pasarela peatonal elevada que cruza el río Medellín, garantizando accesibilidad y continuidad en los desplazamientos urbanos.

## Diseño y características
La Estación Industriales de Metroplús es un nodo estratégico dentro de la troncal Medellín, diseñada para optimizar el flujo de los buses articulados y mejorar la accesibilidad de los usuarios.

### Diseño arquitectónico y estructural
- Plataforma central y acceso de buses: La estación cuenta con una plataforma central a nivel del suelo, desde la cual se realiza el abordaje de los buses de las líneas 1 y 2 de Metroplús. La infraestructura está segregada completamente del tráfico vehicular, garantizando la seguridad y eficiencia en el servicio.[2]

- Cimentación y superestructura: La estación presenta una cimentación en concreto con zapatas aisladas, una superestructura metálica pintada y cerramientos en lámina microperforada. La cubierta y las puertas de la estación son metálicas y cuentan con apertura automática.[11]

- Accesibilidad: La estación incluye rampas de acceso, señalética visual y piso podotáctil para personas con movilidad reducida, asegurando la accesibilidad universal.[12]

### Dotación y servicios
- Taquillas y torniquetes: La estación dispone de taquillas para la venta y recarga de la Tarjeta Cívica y zona de torniquetes para controlar el acceso de los pasajeros.[13]

- Iluminación y señalización: Cuenta con iluminación lateral en el techo y bajo la estación, así como señalización en policarbonato para orientar a los usuarios.[13]

- Área de espera: Se han dispuesto espacios con bancas y zonas verdes en la plataforma central, permitiendo la espera segura y cómoda de los pasajeros.[13]

### Integración con el sistema Metro
Aunque la estación Metroplús y la estación Industriales del Metro de Medellín están separadas físicamente por el río Medellín, los usuarios pueden realizar la transferencia entre sistemas mediante una pasarela peatonal elevada que conecta ambos puntos. Esta pasarela asegura un tránsito seguro y accesible entre los sistemas de transporte, aunque no implica una conexión física directa entre las estaciones.

## Diagrama de la estación
| Pasarela         | |     |
| Norte            | Línea 1: Plaza Mayor ← Nutibara (Parque de Aranjuez) Línea 2: Barrio Colombia ← Nutibara (Parque de Aranjuez)           | Sur |
| Salida / Entrada | Plataforma central — puertas a ambos lados                                                                              |     |
| Norte            | Línea 1: Plaza Mayor → Nutibara (Universidad de Medellín) Línea 2: Barrio Colombia → Nutibara (Universidad de Medellín) | Sur |
|                  | |     |

## Gestión ambiental
El Plan de Manejo Ambiental (PMA) para la construcción de estaciones en la troncal Medellín contempló medidas aplicables a Industriales:
- Control de emisiones de polvo mediante riego y cubrimiento de acopios.
- Mantenimiento preventivo de maquinaria para minimizar emisiones y ruido.
- Implementación de planes de manejo de tráfico en la calle 30, con señalización y pasos peatonales.
- Manejo integral de residuos de construcción y escombros.
- Conservación de la vegetación en el separador central de la vía.

## Servicios
La estación ofrece servicios básicos como recarga y venta de tarjetas Cívica, zonas de espera cubiertas, iluminación LED y vigilancia permanente. Además, cuenta con señalización y pantallas de información al usuario, y la conexión directa mediante la pasarela elevada con la estación del Metro de Medellín permite una transferencia segura y eficiente entre sistemas.
La estación forma parte del Sistema Integrado de Transporte del Valle de Aburrá –SITVA–, aunque no tiene rutas directas del Sistema Integrado de Transporte –SIT– de Medellín. Los usuarios acceden principalmente a pie, en bicicleta o mediante transporte urbano.
No se dispone de parqueaderos ni servicios comerciales permanentes dentro de la estación, debido a su ubicación urbana y diseño funcional enfocado en la eficiencia del transporte masivo.

## Horarios
Opera todos los días del año con los siguientes horarios:
| Dirección               | Día                 | Primer vehículo | Último vehículo |
| ----------------------- | ------------------- | --------------- | --------------- |
| Universidad de Medellín | Lunes a viernes     | 04:52           | 23:16           |
| Universidad de Medellín | Sábados             | 04:52           | 23:16           |
| Universidad de Medellín | Domingos y festivos | 05:32           | 22:30           |
| Parque de Aranjuez      | Lunes a viernes     | 04:32           | 23:01           |
| Parque de Aranjuez      | Sábados             | 04:32           | 23:01           |
| Parque de Aranjuez      | Domingos y festivos | 05:04           | 22:01           |

La frecuencia de paso en horas pico es de 4 a 6 minutos y en horas valle de 8 a 12 minutos. El tiempo estimado de viaje hasta Parque de Aranjuez es de aproximadamente 45 min.